# 안흥초등학교 신진도분교
안흥초등학교 신진도분교는 대한민국 충청남도 태안군에 있는 공립 초등학교이다.

## 학교 연혁
- 1967년 9월 1일: 개교

## 참고 자료
- 안흥초등학교신진도분교장 - 한국교육학술정보원 학교알리미